# Міжнародний ідентифікаційний номер цінних паперів
Міжнародний ідентифікаційний номер цінних паперів ISIN (англ. International Securities Identification Number) однозначно ідентифікує цінні папери . Його структура визначена в ISO 6166 . Код ISIN — це 12-символьний абетково-цифровий код, котрий служить для однозначної ідентифікації цінних паперів шляхом нормалізації призначеного національного номера, котрий існує при торгівлі та розрахунках .

## Історія
ISIN були вперше використані в 1981 році, але не досягли широкого визнання до 1989 року, коли країни G30 рекомендували прийняття кодів. ISIN був схвалений роком пізніше комітетом ISO у стандарті ISO 6166.
Спочатку розповсюдження інформації відбувалось через компакт-диски, а пізніше було замінено поширенням через Інтернет.
У 2004 році Європейський Союз зобов'язав використання інструменту ідентифікаторів у деяких своїх нормативних звітах, які включали ISIN як один з дійсних ідентифікаторів.

## Опис
ISO 6166 (або ISO6166: 2013 від перегляду 2013 року) визначає структуру міжнародного ідентифікаційного номера цінних паперів (ISIN). ISIN однозначно ідентифікує цінні папери.
Цінні папери, з якими можна використовувати ISIN, це:
- Фондові папери (акції, депозитарні розписки)
- Боргові інструменти (облігації та боргові інструменти, крім міжнародних, міжнародні облігації та боргові інструменти, позбавлені купони та основний борг, казначейські векселі та інше)
- Права (права, ордери)
- Деривативи (опціони, ф'ючерси)
- Інші (товари, валюти, індекси, процентні ставки)

ISIN складаються з двох абеткових символів, які є кодом альфа-2 ISO 3166-1 для країни-емітента, дев'яти абетково-цифрових символів (Національний ідентифікаційний номер цінних паперів або NSIN, які ідентифікують цінні папери, доповнених у разі необхідності провідними нулями) і один цифровий контрольний розряд, що обчислюється за алгоритмом Луна. Таким чином, інентифікатор завжди має довжину 12 символів. Коли NSIN змінюється через корпоративні дії або інші причини, ISIN також змінюється. Видача ISIN є децентралізованою для окремих національних нумераційних агентств (NNA). Оскільки існуючі національні схеми нумерації, керовані різними NNA, є основою для ISIN, методологія призначення не є однаковою для всіх агентств у всьому світі.
Оскільки ISIN не визначає конкретне місце торгівлі, інший ідентифікатор, як правило, MIC (ідентифікатор ринку) або код з трьома літерами, повинні бути вказані на додаток до ISIN. Валюта торгівлі також буде потрібна для однозначної ідентифікації при використанні цього методу.

## Використання та прийняття
Починаючи з 1989 року, коли були введені ISIN, їх популярність у світі зростала повільно.
ISIN вводяться в усьому світі і є найпопулярнішим глобальним ідентифікатором цінних паперів. Системи торгівлі, клірингу та розрахунків у багатьох країнах прийняли ISIN як вторинний засіб ідентифікації цінних паперів. Деякі країни, переважно в Європі, перейшли на використання ISIN як основного засобу ідентифікації цінних паперів. Крім того, нові європейські регламенти, такі як Solvency II, все частіше вимагають використання ISIN.

## Комерційна модель
ISIN, як правило, входить до послуг, що продаються постачальниками фінансових даних та посередниками. Ці послуги, як правило, платні, оскільки багато інших даних додається до інформації. Загалом, емітент цінних паперів буде включати ISIN в документи про випуск або в іншу документацію з метою ідентифікації.

## Суперечки
У 2009 році Європейська комісія (ЄК) офіційно звинуватила Standard & Poor's у зловживанні своїм становищем у ліцензуванні міжнародних кодів ідентифікації цінних паперів для цінних паперів США, вимагаючи від європейських фінансових компаній та постачальників даних сплачувати ліцензійні збори за їх використання. «Така поведінка є нечесним ціноутворенням», — сказала в своєму висновку ЄК у своїй заяві про суперечки, яка закладає основу для несприятливого висновку щодо S&P. "(Цифри) незамінні для ряду операцій, які здійснюють фінансові установи   — наприклад, звітність перед органами влади або кліринг і розрахунки   — і не можуть бути замінені ".
У 2011 році компанія Standard and Poor's надала Європейській Комісії шість зобов'язань для виправлення ситуації. Угода застосовується до всіх компаній-споживачів в Європейській економічній зоні. Вони закінчилися наприкінці 2016 року.

## Приклади
Наведені нижче приклади описують один підхід до застосування алгоритму Луна на двох різних ISIN. Різниця в двох прикладах пов'язана з тим, чи існує непарне або парне число цифр після перетворення букв у число. Оскільки елемент NSIN може бути будь-якою абетково-цифровою послідовністю (9 символів), непарне число букв приведе до парного числа цифр, а парне число букв приведе до непарного числа цифр. Для непарного числа цифр використовується підхід у першому прикладі. Для парного числа цифр використовується підхід у другому прикладі. Алгоритм Луна також може бути застосований таким же чином для обох типів або довжин (чергування множення рядків цифр на 1 і 2, починаючи з кінця рядка), будучи більш загальним.

### Apple, Inc.
Apple, Inc .: ISIN US0378331005, розширений з CUSIP 037833100. Основною частиною ISIN є оригінальний CUSIP, призначений у 1970-х роках. З переду додано код країни «US», а в кінці — додаткову контрольну цифру. Код країни вказує країну випуску. 
Розрахунок контрольної цифри:
Конвертувати будь-які букви в цифри: U = 30, S = 28. US037833100 -> 30 28 037833100
Збирати непарні та парні символи:
3028037833100 = (3, 2, 0, 7, 3, 1, 0), (0, 8, 3, 8, 3, 0)
Помножити групу, яка містить найправіший символ (який є першою групою) на 2:
(6, 4, 0, 14, 6, 2, 0)
Скласти окремі цифри: (6 + 4 + 0 + (1 + 4) + 6 + 2 + 0) + (0 + 8 + 3 + 8 + 3 + 0) = 45
Взяти модуль 10 від суми:
45 mod 10 = 5
Відняти від 10:
10 — 5 = 5
Взяти модуль 10 результату (цей остаточний крок є важливим у випадку, коли модуль суми дорівнює 0, оскільки результуюча контрольна цифра буде дорівнювати 10).
5 mod 10 = 5
Таким чином, контрольна цифра ISIN — п'ять.

### Казначейська корпорація округу Вікторія
TREASURY CORP VICTORIA 5 3/4% 2005—2016: ISIN AU0000XVGZA3. Контрольна цифра обчислюється за допомогою алгоритму Луна .
Конвертувати будь-які букви в цифри: A = 10, G = 16, U = 30, V = 31, X = 33, Z = 35. AU0000XVGZA -> 10 30 0000 33 31 16 35 10.
Зібрати непарні та парні символи:
103000003331163510 = (1, 3, 0, 0, 3, 3, 1, 3, 1), (0, 0, 0, 0, 3, 1, 6, 5, 0)
Помножити групу, що містить правий символ (який є другою групою) на 2:
(0, 0, 0, 0, 6, 2, 12, 10, 0)
Скласти окремі цифри: (1 + 3 + 0 + 0 + 3 + 3 + 1 + 3 + 1) + (0 + 0 + 0 + 0 + 6 + 2 + (1 + 2) + (1 + 0) + 0) = 27
Взяти модуль 10 суми:
27 mod 10 = 7
Відняти з 10:
10 — 7 = 3
Взяти модуль 10 результату (цей остаточний крок є важливим у випадку, коли модуль суми дорівнює 0, оскільки результуюча контрольна цифра буде дорівнювати 10).
3 mod 10 = 3
Таким чином, контрольна цифра ISIN — три.

### BAE Systems
BAE Systems: ISIN GB0002634946, розширений з SEDOL 000263494.
Основою є SEDOL, з переду додано два нулі. Потім з переду додається код країни «GB», а контрольна цифра — у кінці, як у прикладі вище.

## Помилка контрольної цифри в ISIN
ISIN Казначейської Корпорації округу Вікторія ілюструє недолік алгоритму перевірки ISIN, який дозволяє перекладати літери: припустимо, що ISIN неправильно набрав AU0000 VX GZA3 (замість AU0000 XV GZA3)
A = 10, G = 16, U = 30, V = 31, X = 33, Z = 35. «AU0000VXGZA» -> 10 30 00 00 31 33 16 35 10 ".
Збирайте непарні та парні символи:
103000003133163510 = (1, 3, 0, 0, 3, 3, 1, 3, 1), (0, 0, 0, 0, 1, 3, 6, 5, 0)
Помножте групу, що містить правий символ (який є другою групою) на 2:
(0, 0, 0, 0, 2, 6, 12, 10, 0)
Скласти окремі цифри: (1 + 3 + 0 + 0 + 3 + 3 + 1 + 3 + 1) + (0 + 0 + 0 + 0 + 2 + 6 + (1 + 2) + (1 + 0) + 0) = 27
Взяти модуль 10 суми:
27 mod 10 = 7
Відняти від 10:
10 — 7 = 3
Взяти модуль 10 результату (цей остаточний крок є важливим у випадку, коли модуль суми дорівнює 0, оскільки результуюча контрольна цифра буде дорівнювати 10).
3 mod 10 = 3
Таким чином, контрольна цифра ISIN є ще три, хоча дві букви були переставлені.
Такий недолік проти однієї транспонованої пари букв або цифр можна було б уникнути за допомогою двох контрольних цифр замість однієї (тобто модуля 97 замість модуля 10, як у номерах IBAN, які також можуть змішувати букви і цифри). Деякі протоколи вимагають передачі додаткових контрольних цифр, що додаються до повного номера ISIN.